# 퍼스트 카우
《퍼스트 카우》(영어: First Cow)는 2019년 제작된 미국의 드라마 영화이다. 켈리 라이카트가 감독과 공동각본을 맡았으며, 조너선 레이먼드의 소설 The Half Life 가 영화의 원작이다. 2019 텔류라이드 영화제에서 전 세계 최초로 공개되었다. 제70회 베를린 영화제(2020) 황금곰상 경쟁후보작이다.

## 같이 보기
- 오리건 가도